# Eupseudosoma larissa
Eupseudosoma larissa là một loài bướm đêm thuộc phân họ Arctiinae, họ Erebidae.